# Опіногура-Гурна (гміна)
Гміна Опіногура-Гурна (пол. Gmina Opinogóra Górna) — сільська гміна у центральній Польщі. Належить до Цехановського повіту Мазовецького воєводства.
Станом на 31 грудня 2011 у гміні проживало 5961 особа.

## Площа
Згідно з даними за 2007 рік площа гміни становила 139.76 км², у тому числі:
- орні землі: 91.00%
- ліси: 3.00%

Таким чином, площа гміни становить 13.15% площі повіту.

## Населення
Станом на 31 грудня 2011:
| Опис     | Загалом | Загалом | Чоловіки | Чоловіки | Жінки | Жінки |
| -------- | ------- | ------- | -------- | -------- | ----- | ----- |
| одиниця  | осіб    | %       | осіб     | %        | осіб  | %     |
| все      | 5961    | 100     | 3062     | 51.37    | 2899  | 48.63 |
| міське   | 0       | 100     | 0        |          | 0     |       |
| сільське | 5961    | 100     | 3062     | 51.37    | 2899  | 48.63 |

## Сусідні гміни
Гміна Опіногура-Гурна межує з такими гмінами: Голимін-Осьродек, Красне, Реґімін, Цеханув, Цеханув, Черніце-Борове.